# Herbert Hill (militant)
Pour les articles homonymes, voir Herbert Hill et Hill.
 (septembre 2024).
 (septembre 2024).
La mise en forme du texte ne suit pas les recommandations de Wikipédia : il faut le « wikifier ».
Les points d'amélioration suivants sont les cas les plus fréquents. Le détail des points à revoir est peut-être précisé sur la page de discussion.
- Les titres sont pré-formatés par le logiciel. Ils ne sont ni en capitales, ni en gras.
- Le texte ne doit pas être écrit en capitales (les noms de famille non plus), ni en gras, ni en italique, ni en « petit »…
- Le gras n'est utilisé que pour surligner le titre de l'article dans l'introduction, une seule fois.
- L'italique est rarement utilisé : mots en langue étrangère, titres d'œuvres, noms de bateaux, etc.
- Les citations ne sont pas en italique mais en corps de texte normal. Elles sont entourées par des guillemets français : « et ».
- Les listes à puces sont à éviter, des paragraphes rédigés étant largement préférés. Les tableaux sont à réserver à la présentation de données structurées (résultats, etc.).
- Les appels de note de bas de page (petits chiffres en exposant, introduits par l'outil «  Source ») sont à placer entre la fin de phrase et le point final[comme ça].
- Les liens internes (vers d'autres articles de Wikipédia) sont à choisir avec parcimonie. Créez des liens vers des articles approfondissant le sujet. Les termes génériques sans rapport avec le sujet sont à éviter, ainsi que les répétitions de liens vers un même terme.
- Les liens externes sont à placer uniquement dans une section « Liens externes », à la fin de l'article. Ces liens sont à choisir avec parcimonie suivant les règles définies. Si un lien sert de source à l'article, son insertion dans le texte est à faire par les notes de bas de page.
- La présentation des références doit suivre les conventions bibliographiques. Il est recommandé d'utiliser les modèles {{Ouvrage}}, {{Chapitre}}, {{Article}}, {{Lien web}} et/ou {{Bibliographie}}. Le mode d'édition visuel peut mettre en forme automatiquement les références.
- Insérer une infobox (cadre d'informations à droite) n'est pas obligatoire pour parachever la mise en page.

Pour une aide détaillée, merci de consulter Aide:Wikification.
Si vous pensez que ces points ont été résolus, vous pouvez retirer ce bandeau et améliorer la mise en forme d'un autre article.
Herbert Hill, né le 24 janvier 1924 à Brooklyn dans la ville de New York et mort le 15 août 2004 à Madison  dans l'État du Wisconsin, est un essayiste, journaliste, directeur de publication et syndicaliste américain connu pour ses actions en faveur des droits des Afro-Américains aux États-Unis.
Herbert Hill fut le directeur de la branche syndicat de la National Association for the Advancement of Colored People pendant des décennies et un contributeur régulier du magazine New Politics (journal) (en) ainsi que l'auteur de plusieurs essais.
Herbert Hill est professeur titulaire de la chaire Evjue-Bascom d’études afro-américaines et de relations industrielles à l’ Université du Wisconsin-Madison, puis professeur émérite.
Herbert Hill mène plusieurs actions de lobbying auprès des syndicats pour qu'ils mettent fin à la ségrégation et mettent sérieusement en œuvre des mesures qui intégreraient les Afro-Américains sur le marché du travail.
Herbert HilIl est également connu pour sa conviction selon laquelle les syndicats américains ont minimisé l’histoire du racisme dans leurs rangs, avant et après l’ère Jim Crow.

## Les premières années
Herbert Hill est né dans une famille juive le 24 janvier 1924, à Brooklyn, New York. Après avoir achevé ses études secondaires il est accepté par l'université de New York où il obtient un Bachelor of Arts en 1945, il poursuit ses études universitaires à la New School for Social Research de 1946 à 1948 où il suit les cours de la théoricienne politique, Hannah Arendt.

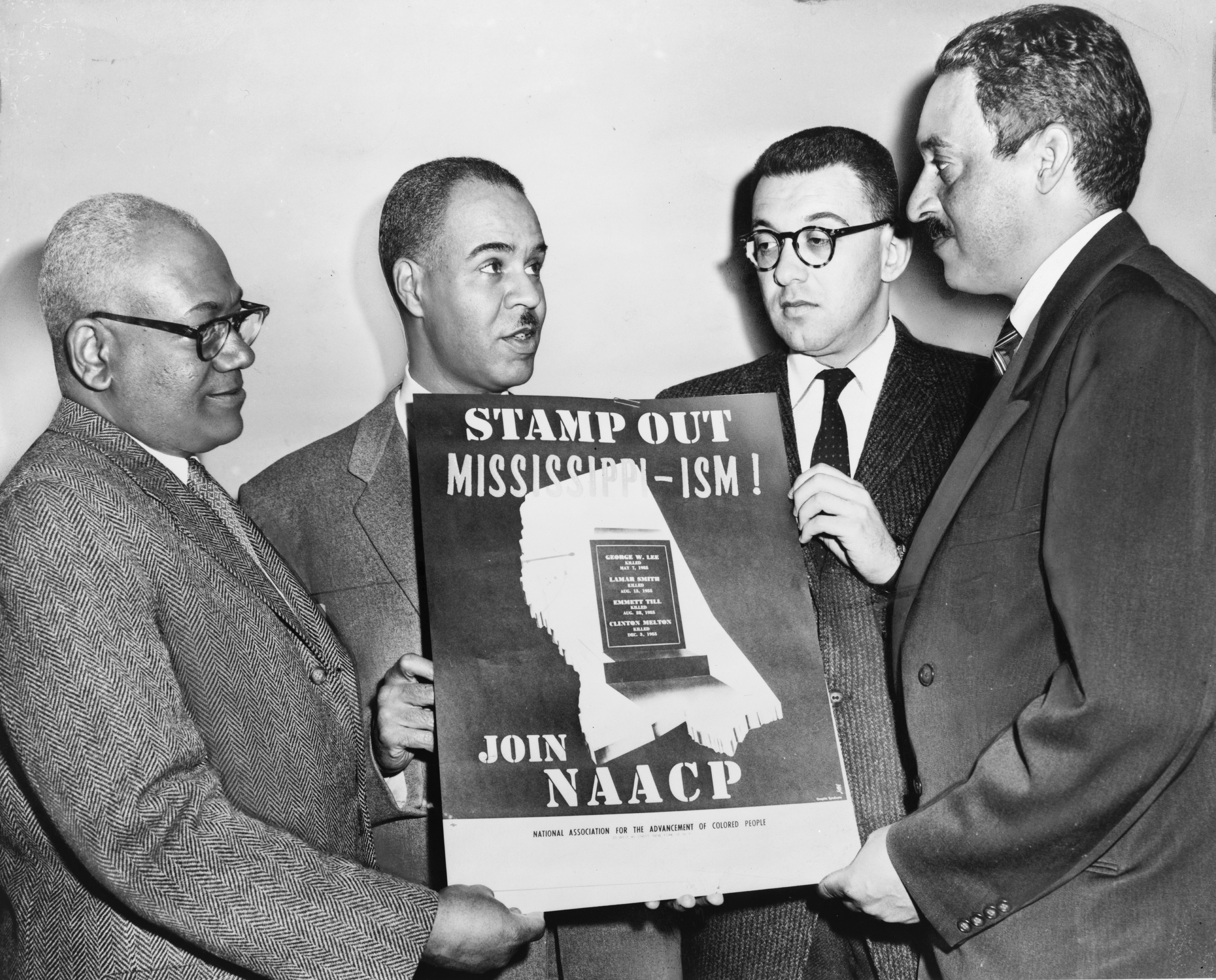
Hill (troisième à partir de la gauche) avec ses collègues dirigeants de la NAACP, Henry L. Moon, Roy Wilkins et Thurgood Marshall

## Militantisme
Dans les années 1940, Hill est membre du Parti socialiste des travailleurs. En 1951, il est nommé directeur du travail de la NAACP, où il travaille jusqu'en 1977, date à laquelle il part pour un poste de professeur à l'Université du Wisconsin-Madison. Il critique vivement la pratique du népotisme dans de nombreux syndicats, qui consiste à embaucher des membres de la famille de leurs membres. Hill a critiqué les pratiques en matière de relations de travail dans de nombreuses industries, y compris l’industrie cinématographique, ainsi que les progrès de l’administration Kennedy sur les questions d’égalité raciale sur le lieu de travail. Parmi les syndicats qu'il critique pour leur bilan en matière d'égalité raciale figurent l'International Ladies Garment Workers Union, les United Auto Workers, la United Federation of Teachers (en) et le syndicat des métallurgistes l'United Steelworkers of America, ainsi que l'AFL-CIO elle-même.
Hill s’est particulièrement opposé à la position de l’AFL-CIO selon laquelle le Titre VII de la loi sur les droits civils de 1964 ne devrait pas interférer avec les systèmes d’ancienneté existants. Il est également un fervent partisan de la discrimination positive. Selon l'historien du travail Nelson Lichtenstein (en), le juge de la Cour suprême Thurgood Marshall a un jour décrit Hill comme « le meilleur avocat spécialisé dans les salons de coiffure aux États-Unis ».
Il a également organisé des piquets de grève pour sensibiliser à la discrimination raciale dans le secteur de la construction. Sa conduite était si controversée que certains syndicats ont menacé de retenir le financement de la NAACP à moins que Hill ne soit renvoyé, mais la direction de la NAACP sous Roy Wilkins a soutenu Hill.
Hill a publié plus d'une centaine d'articles dans des revues, des anthologies et des journaux et était également connu pour ses polémiques contre l'historien du travail Herbert Gutman (en) ainsi que pour ses débats dans le magazine New Politics avec le dirigeant syndical Albert Shanker (en) et Nelson Lichtenstein, universitaire et biographe de Walter Reuther. Hill s'est montré particulièrement virulent contre le soutien de Liechtenstein à Reuther, accusé de racisme, et contre les activités de l'UAW visant à trahir le mouvement des droits civiques.
Il a également été consultant auprès de la Commission pour l’égalité des chances en matière d’emploi et des Nations Unies.

### Campagne de l'ILGWU
L’une des campagnes les plus importantes menées par Hill fut sa campagne contre les pratiques discriminatoires de l'International Ladies' Garment Workers' Union - ILGWU). Malgré le fait que l'ILGWU ait coopéré avec la NAACP en matière de déségrégation des sections locales des syndicats dans le Sud, jusqu'au début des années 1960, il n'y avait toujours pas de dirigeants ou de membres du conseil exécutif afro-américains ou portoricains dans l'ILGWU de son siège à New York. L'ILGWU revêtait une importance particulière en raison de son rôle majeur au sein du Liberal Party of New York (en) . Hill a joué un rôle clé dans le traitement d'une plainte contre la section locale 10 de l'ILGWU d'un tailleur afro-américain, Ernest Holmes, qui avait été empêché à plusieurs reprises d'adhérer au syndicat des tailleurs, recevant ainsi des salaires inférieurs et se voyant refuser les avantages en matière de santé et de bien-être associés à l'adhésion au syndicat. Hill a affirmé que l'ILGWU cantonnait les travailleurs afro-américains et portoricains à des emplois mal rémunérés. En 1962, la Commission des droits de l’homme de l’État de New York a conclu que la section locale 10 avait violé la loi anti-discrimination de l’État. En réponse, l'ILGWU a lancé une campagne de relations publiques dénonçant un caractère partisan de la commission nommée par les Républicains et n'a pas fait grand-chose pour résoudre le problème. Dans un article publié dans New Politics, Gus Taylor, un dirigeant important de l'ILGWU, a tenté de montrer qu'il y avait des Afro-Américains et des Portoricains au sein du syndicat. Adam Clayton Powell Jr.  a convoqué des témoins au sein de la commission de l'éducation et du travail de la Chambre sur les pratiques de l'ILGWU en 1962. Herbert Hill a témoigné lors des audiences, critiquant David Dubinsky (en) pour sa gouvernance de l'ILGWU. Même si Hill était juif, des allégations d'antisémitisme ont été formulées à l'encontre des critiques de l'ILGWU par la NAACP. Les changements au sein de l’ILGWU ne se sont produits que lentement, surtout après le départ à la retraite de Dubinsky en 1966.

## Informateur présumé du FBI
Une étude publiée dans Labor History par l'historien Christopher Phelps soutient que Herbert Hill était un informateur du FBI sur les socialistes qu'il connaissait dans les années 1940. Des documents entre des responsables de haut niveau du FBI faisaient référence à un sujet masculin portant un nom de famille court et expurgé à New York qui était un « membre du SWP pendant la période 1943-1949 », période pendant laquelle Hill appartenait au Socialist Workers Party (SWP), et qui en 1962 était « actuellement employé par la NAACP en tant que responsable des relations de travail », alors qu'il n'y avait aucun autre responsable du travail à la NAACP. Selon un recueil de « notes de service, faisant partie du programme de contre-espionnage du FBI (COINTELPRO) visant à perturber la solidarité avec le mouvement militant Monroe, il est fait référence à plusieurs reprises à Hill fournissant des informations sur ses anciens camarades du SWP, auquel il appartenait dans les années 1940 », selon certains historiens.
Les documents du FBI indiquent que le sujet a été « contacté à plusieurs reprises par des agents de New York et s'est montré coopératif » et a fourni « des informations sur des individus qui étaient dans le SWP pendant la période où il en était membre ». D'autres responsables éminents de la NAACP, déclare Phelps, dont Thurgood Marshall, Walter White et Roy Wilkins sont connus pour avoir coopéré avec le FBI dans ses actions contre le Civil Rights Congress (en) et le Parti communiste des États-Unis d'Amérique.
Cependant, la portée de ces allégations contre Herbert Hill a été minimisée par un certain nombre d’universitaires.

## Mort
Herbert Hill meurt le 21 août 2004 à Madison, dans le Wisconsin, après une longue maladie. Son décès a été annoncé par l'université du Wisconsin, où il était professeur émérite d'études afro-américaines. Son épouse Mary Lydon meurt en 2001.

## Œuvres

### Essais
- Soon, One Morning : New Writing by American Negroes, 1940-1962, New York, Knopf (réimpr. 1966, 1969, 1972) (1re éd. 1963), 648 p. (OCLC 500577195, LCCN 62015567, lire en ligne),
- Anger, and Beyond : The Negro Writer in the United States., New York, Harper & Row (réimpr. 1968) (1re éd. 1966), 264 p. (ISBN 9780060118921, OCLC 10474028, lire en ligne),
- Black Labor and the American Legal System : Race, Work, and the Law, Madison, Wisconsin, University of Wisconsin Press (réimpr. 1985) (1re éd. 1977), 455 p. (ISBN 9780299105945, OCLC 603883638),
- Race in America : The Struggle for Equality, Madison, Wisconsin, University of Wisconsin Press, 1993, 416 p. (ISBN 9780299134242, OCLC 27034467),

### Articles
- « Recent Effects of Racial Conflict on Southern Industrial Development », The Phylon Quarterly, vol. 20, no 4,‎ dernier trimestre 1959, p. 319-326 (8 pages) (lire en ligne ),
- « Racism Within Organized Labor: A Report of Five Years of the AFL-CIO, 1955- 1960 », The Journal of Negro Education, vol. 30, no 2,‎ printemps 1961, p. 109-118 (10 pages) (lire en ligne ),
- « Racial Discrimination in the Nation's Apprenticeship Training Programs », Phylon (1960-), vol. 23, no 3,‎ automne 1962, p. 215-224 (10 pages) (lire en ligne ),
- « Unions and the Negro Community », ILR Review, vol. 17, no 4,‎ juillet 1964, p. 619-621 (3 pages) (lire en ligne ),
- « Racial Inequality in Employment: The Patterns of Discrimination », The Annals of the American Academy of Political and Social Science, no 357,‎ janvier 1965, p. 30-47 (18 pages) (lire en ligne ),
- « Employment, Manpower Training and the Black Worker », The Journal of Negro Education, vol. 38, no 3,‎ été 1969, p. 204-217 (14 pages) (lire en ligne ),
- « The Equal Employment Opportunity Acts of 1964 and 1972: A Critical Analysis of the Legislative History and Administration of the Law », Industrial Relations Law Journal, vol. 2, no 1,‎ printemps 1977, p. 1-96 (96 pages) (lire en ligne ),
- « The Postponent of Economic Equality », The Black Scholar, vol. 9, no 1,‎ septembre 1977, p. 18-23 (6 pages) (lire en ligne ),
- « Myth-Making as Labor History: Herbert Gutman and the United Mine Workers of America », International Journal of Politics, Culture, and Society, vol. 2, no 2,‎ hiver 1988, p. 132-200 (69 pages) (lire en ligne ),
- « Rejoinder to Symposium on "Myth-Making as Labor History: Herbert Gutman and the United Mine Workers of America" », International Journal of Politics, Culture, and Society, vol. 2, no 4,‎ été 1989, p. 587-595 (9 pages) (lire en ligne ),
- « The CIA in National and International Labor Movements », International Journal of Politics, Culture, and Society, vol. 6, no 3,‎ printemps 1993, p. 405-407 (3 pages) (lire en ligne ),
- « The Importance of Race in American Labor History », International Journal of Politics, Culture, and Society, vol. 9, no 2,‎ hiver 1995, p. 317-343 (27 pages) (lire en ligne ),
- « The Problem of Race in American Labor History », Reviews in American History, vol. 24, no 2,‎ juin 1996, p. 189-208 (20 pages) (lire en ligne ),

## Pour approfondir

#### Rapport du FBI
- (en-US) Federal Bureau of Investigation, Herbert Hill (lire en ligne),

#### Notices dans des encyclopédies ou des livres de références
- (en-US) Suzanne Michele Bourgoin (dir.), Encyclopedia of World Biography, vol. 7 : Grimke-Howells, Detroit, Michigan, Gale Research, 1998, 542 p. (ISBN 9780787622213, lire en ligne), p. 387-388,
- (en-US) John A. Garraty (dir.), Mark C. Carnes (dir.) et Christopher Phelps (rédacteur), American National Biography, vol. 10 : Handerson- Hofman, New York, Oxford University Press, USA (réimpr. 1999, 2018) (1re éd. 1990) (lire en ligne),
- (en-US) :R. Kent Rasmussen (dir.), The African American Encyclopedia, vol. 5 : Hil-Lee, New York, Marshall Cavendish, 2001, 1496 p. (ISBN 9780761472155, OCLC 44587901, lire en ligne), p. 1197,

#### Articles anglophones
- Steven Greenhouse, « Herbert Hill, a Voice Against Discrimination, Dies at 80 », The New York Times,‎ 21 août 2004, Section A, Page 13 (lire en ligne ),